# Otto-Hahn-Gymnasium Landau

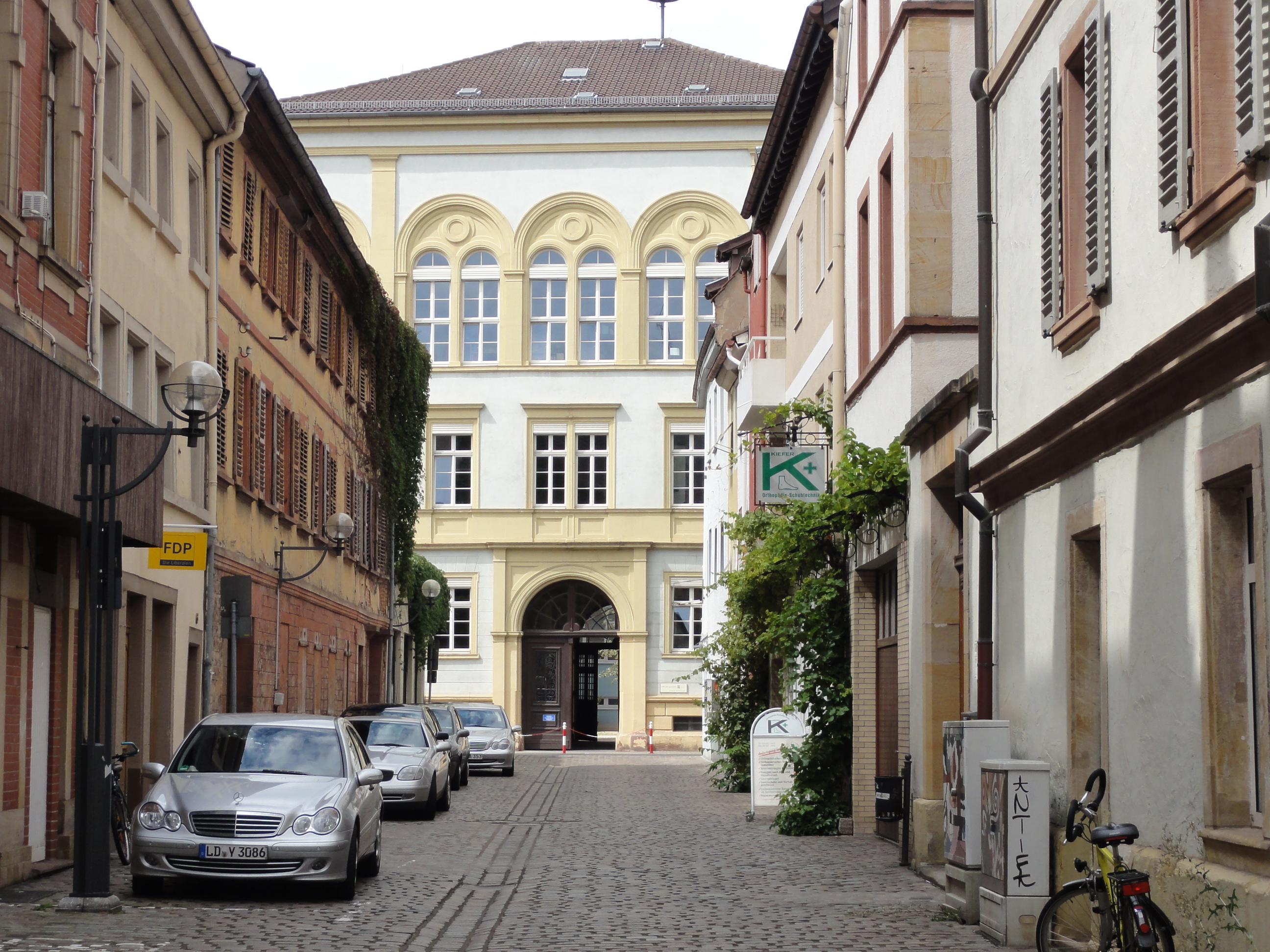
Blick von Osten her

Das Otto-Hahn-Gymnasium ist eines von drei staatlichen Gymnasien in Landau in der Pfalz.

## Lage
Die Schule befindet sich am Westring. Im Norden wird das Schulgelände durch die Langstraße, im Osten durch die Waffenstraße und im Süden durch die Badstraße begrenzt. Unmittelbar nördlich befindet sich die Pestalozzischule.

## Bauwerk
Beim denkmalgeschützten Altbau handelt es sich um eine dreigeschossige spätklassizistische Dreiflügelanlage aus dem Jahr 1872. Zudem besitzt die Schule mittlerweile einen Neubau.

## Geschichte
Das Gymnasium ging aus der Königlich-bayerischen Landwirtschafts- und Gewerbschule hervor. In den ersten Jahrzehnten ihres Bestehens trug die Schule die Bezeichnung Naturwissenschaftliches Gymnasium, ehe sie 1967 ihren derzeitigen Namen erhielt. Von 2003 bis 2006 wurde die Schule renoviert.

## Bekannte Lehrer
- Hans Blinn (1925–2006), von 1955 bis 1971

## Bekannte Schüler
- Friedrich Colin (1844–1909), Kaufmann[4]
- Manfred Zimmermann (1933–2024), Schmerz-Forscher, Abitur 1953
- Rainer Brüderle (* 1945), Politiker (FDP), Abitur 1966
- Heinz Schmitt (* 1951), Politiker (SPD)
- Joachim Wambsganß (* 1961), Astrophysiker
- Hannes Kopf (* 1974), Jurist, Ministerialbeamter und Politiker (SPD), Abitur 1994
- Eva Croissant (* 1991), Sängerin und Songschreiberin